# Государственный строй Таджикистана

Герб Республики Таджикистан

Государственный строй Таджикистана определяется Конституцией, принятой 6 ноября 1994 года, и является суверенным демократическим правовым социальным светским унитарным государством (ст. 1) в форме правления — президентская республика, где вся власть принадлежит народу (ст. 6).

## Политическое устройство
Таджикистан основывает государственную власть на принципе разделения на независимые друг от друга законодательную, исполнительную и судебную (ст. 9).

### Исполнительная власть
Главой исполнительной власти, как и государства, является президент (статья 64). Он гарант Конституции, прав и свобод, единства и территориальной целостности, национальной независимости, законов и прочего. Избирается на 7 лет и не более двух сроков подряд (статья 65). Кандидатом может быть гражданин Республики Таджикистан достигший 30-летнего возраста, имеющий высшее образование, владеющий таджикским языком и проживающий в Таджикистане в течение последних 10 лет, при этом за его выдвижение должно быть собрано не менее 5 % подписей избирателей. Президент преобладает в политической системе Таджикистана, ввиду наличия у него полномочий по назначению и освобождению от должностей членов правительства, в том числе премьер-министра, руководителей исполнительных органов, судей, делают его фактически неподконтрольным в политическом процессе.
Правительство Таджикистана состоит из премьер-министра, его первого заместителя и заместителей, 19 министров и 6 председателей государственных комитетов (нефти и газа, защиты государственных границ, радио и телевидения, по религиозным вопросам, государственной собственности, статистики) (статья 73). В компетенцию Правительства входит издание обязательных для исполнения постановлений и распоряжений.

### Законодательная власть
Парламент Таджикистана (Маджлиси Оли, Высшее собрание) состоит из верхней палаты — Маджлиси милли (Национальное собрание) и нижней палаты — Маджлиси намояндагон (Палата представителей). Срок полномочий обеих палат составляет 5 лет (статья 48).
Маджлиси милли состоит из 33 членов; 25 из них избираются местными органами представительной власти (по 5 депутатов от каждой административно-территориальной единицы), ещё 8 назначаются президентом. Бывшие главы государства являются, с их согласия, пожизненными членами собрания. Национальное собрание действует на созывной основе, его председатель является вторым лицом в государстве. Маджлиси милли в своей компетенции изменяет административно-территориальное устройство страны, рассматривает принятые Маджлиси намояндагон законы, избирает и отзывает по представлению президента судей Верховного, Конституционного и Высшего экономического судов. Маджлиси намояндагон состоит из 63 депутатов, избираемых путём прямого тайного всеобщего голосования: 41 в одномандатных округах по мажоритарной системе, 22 от политических партий по пропорциональной системе. Депутат Маджлиси намояндагон не может занимать должность в другом представительном органе, заниматься предпринимательской деятельностью за исключением научной, преподавательской или творческой (статья 50). Маджлиси намояндагон самостоятельно утверждает бюджет страны, закон об амнистии, вносит изменения в законодательство о налогах, разрешает выдачу и получение государственного кредита, ратифицирует и денонсирует международные договоры, назначает референдум и выносит на всенародное обсуждение общественно значимые вопросы. Членом Маджлиси намояндагон или Маджлиси милли может стать гражданин Республики Таджикистан с высшим образованием, достигший возраста 30 лет (статья 49), при этом запрещено являться одновременно членом верхней палаты и депутатом нижней палаты.
Первая сессия обеих палат созывается президентом не позднее 1 месяца после выборов, открывает её старейший по возрасту в каждой палате и ведёт до избрания председателя. Палаты могут собираться на совместные заседания.
Законодательной инициативой обладают как члены обеих палат, так и президент, правительство, Маджлис народных депутатов Горно-Бадахшанской автономной области (ГБАО) (статья 58).

### Судебная власть
Судебная власть в Республике Таджикистан независима, осуществляется судьями от имени государства и призвана отстаивать права и свободы граждан, государственные интересы, законность и справедливость (статья 84). Органами судебной власти являются Конституционный суд, Верховный суд (высшая апелляционная инстанция), Высший экономический суд, Военный суд, Суд ГБАО, суды областей, города Душанбе, городов и районов. Срок судейских полномочий — 10 лет. Создание чрезвычайных судов запрещено, как и вмешательство в деятельность судей. Конституционный суд состоит из 7 человек, один из которых представитель ГБАО (ст. 7).
Система прокурорского надзора независима от других органов власти, возглавляется Генеральным прокурором, который подотчётен Национальному собранию и президенту(статья 94). Его назначаю с согласия депутатов Верховного собрания на 5-летний срок (статья 95).

## Местное управление
Региональная власть состоит из представительных и исполнительных органов. На уровне ГБАО, областей, столицы, районов и городов действуют маджлисы народных депутатов, руководимые Председателем, избираемые прямым тайным и всеобщим голосованием на 5 лет. Они собираются на сессии не реже 2 раз в год, утверждают местные бюджеты и заслушивают отчеты об их выполнении, одобряют программы развития, местные налоги и сборы, заслушивают отчеты органов исполнительной власти. В областях существуют маджлисы нижнего уровня (районного и городского). Глав ГБАО, областей, Душанбе, районов и городов назначает Президент, представляя кандидатуры для утверждения в соответствующий Маджлис народных депутатов. Они же выдвигаются им на должности председателей местных маджлисов и после одобрения последними возглавляют как представительную, так и исполнительную власть в регионах.
Самоуправление в поселках и селах осуществляет Джамоат (ст. 78). Функции органов местного самоуправления ограничены, их деятельность направлена в основном на планы мероприятий по благоустройству населённых пунктов, соблюдение санитарных норм, развитие социальной инфраструктуры, создание малых предприятий, мастерских, изменение границ территории, именования и переименования улиц и других объектов и т. д. Председатель джамоата, его заместители и секретарь избираются на 5 лет.
Маджлиси народных депутатов Горно-Бадахшанской автономной области обладает правом законодательной инициативы, которого не имеют Маджлиси других регионов (ст. 81).

## Политические партии
Политическая система характеризуется многопартийностью, все политические партии имеют равные права и обязанности, их деятельность гарантируется Конституцией. По состоянию на 2013 год официально функционировало 7 политических партий: Народно-Демократической партией Таджикистана, Коммунистическая, Демократическая и другие, — а зарегистрированы более 270.